# Тайнопись латиницей

Употребление латиницы в качестве тайнописи — явление относительно позднее. Западноевропейское культурное и литературное влияние началось главным образом в конце XVI века, и направление его исторического движения было с юго-запада на северо-восток. Особую роль в этом играло становление и развитие школьного образования.
Поэтому среди русских тайнописей латинская азбука стала появляться в XVII и ещё чаще в XVIII веках. Её проводниками являлись представители киевского духовенства, преподававшие латинский язык в московских школах или бывшие переводчики. Записи латиницей характерны для школьных книг: для книг, писанных бывшими школьниками, принадлежавших им или преподавателям. Латинскими буквами (часто со смешением букв других алфавитов) делались записи имён писцов, подписывались книги, ставились даты и т. п.
Фигурировала латинская азбука в качестве тайного письма и в переписке Посольского приказа.
Пример употребления латинской азбуки дает запись по листам внизу на евангелии баронессы Виленской (см. рис.).